# Sangue Jovem
O Grêmio Recreativo Cultural Torcida e Escola de Samba Sangue Jovem é uma torcida organizada do Santos FC e escola de samba em Santos.

## História
A Torcida Organizada Sangue Jovem é uma tradicional organizada do Santos FC. Não foi a primeira delas, mas é dissidente de uma das principais difusoras dos movimentos de torcedores pró-Santos FC. Foi fundada no dia 01/07/1988, por ex-membros da Sangue Santista. Nasceu e tem sua sede na Baixada Santista, tendo como sua primeira "casa" um escritório na Rua Amador Bueno, no Centro de Santos (SP). O lema da torcida é Caráter, Honra e Disposição, e mostra o ideal do grupo de estar sempre ao lado do Santos FC, seja qual for a situação.
Na época, o escritório era pequeno, o que fez a torcida criar sua primeira tradição, que era a festa em torno do Estádio Urbano Caldeira (Vila Belmiro), onde os associados da torcida se encontravam antes dos jogos, ajudando também a consagrar alguns bares do bairro. Com o crescimento da torcida ao passar dos anos, foi necessário arrumar uma nova sede. Atualmente a torcida tem cerca de 10 mil associados.
Durante cerca de sete anos, entre 1998 e 2005, a Sangue Jovem se instalou em outro local, na ocasião, mais perto da Vila Belmiro. A casa se localizava na rua Dom Pedro I, em frente aos portões 25 e 26 da Vila Belmiro. Nesta passagem, os torcedores santistas pintaram o símbolo da torcida na parede externa do estádio, e ficaram conhecidos como a única torcida oficial a ter seu logo estampado em um estádio brasileiro.
Porém, no ano de 2006, com o retorno do Carnaval à cidade de Santos (que não foi realizado por cinco anos devido à implicações na prefeitura), a Sangue Jovem entrou de vez na briga pelo título e precisava de mais espaço para os treinos, o que acarretou na segunda mudança do grupo, agora para uma quadra no Bairro do Macuco, ainda em Santos. em 2013, teve um de seus piores acontecimentos. quando um carro alegórico, ao se chocar num poste, pegou fogo, e teve 4 óbitos.

## Aliados e amizades
- Força Flu - Fluminense - RJ
- Esquadrão Vilanovense - Vila Nova - GO
- Fúria Independente - Paraná - PR
- Timbatível TJF - Náutico - PE
- Gaviões Alvinegros - Figueirense  - SC

## Como escola de samba
A Escola de Samba Sangue Jovem foi fundada no dia 29 de março de 2000. Na cerimônia de batismo, a madrinha da escola santista foi a Vila Isabel do Rio de Janeiro. Entretanto, no ano de sua fundação a GRCTUS Sangue Jovem não participou do carnaval, que não aconteceu na cidade de Santos.

A Escola de Samba Sangue Jovem teve sua primeira oportunidade de desfilar nas passarelas do samba no ano de 2006, quando o Desfile das Escolas de Samba de Santos voltou a acontecer. Logo em sua primeira oportunidade, o grupo santista fez bonito, vencendo o carnaval daquele ano.

## Segmentos

### Diretores
| Ano  | Direção de Carnaval | Direção de Harmonia                                                                                                | Mestre de bateria | Ref.  |
| ---- | ------------------- | --- | ----------------- | ----- |
| 2015 |                     | | Ronaldo Ballio    | [ 3 ] |
| 2019 | Fábio Przygoda      | Saulo Amorim, Diego Mosk Diego Patola, Júlio Cesar Favaretto Gabriel Rodrigues, Bracinho Daniel Bozetti, João Pina | Ronaldo Ballio    |       |

### Coreógrafo
| Ano   | Nome         | Ref.        |
| ----- | ------------ | ----------- |
| 2015- | Thammy Lopes | [ 3 ] [ 4 ] |

### Mestre-Sala e Porta-Bandeira
| Período           | Nome                                      | Ref.  |
| ----------------- | ----------------------------------------- | ----- |
| 2015              | Lidia e Waguinho                          | [ 3 ] |
| 2017-2018         | Raphael Gonzaga e Janayna Fares           |       |
| 2019              | Lincoln Souza e Aline Tibiriça            | [ 4 ] |
| 2020 - atualidade | Thiago Vicente Macorin e Jéssica Oliveira |       |

### Corte de bateria
| Ano  | Rainha          | Ref.  |
| ---- | --------------- | ----- |
| 2015 | Gabriela Barros | [ 3 ] |
| 2019 | Pâmela Gomes    | [ 4 ] |

### Intérpretes
| Carnavais | Intérprete oficial                       | Ref.  |
| --------- | ---------------------------------------- | ----- |
| 2006-2007 | Darlan Alves e Douglinhas                |       |
| 2008      | Darlan Alves                             |       |
| 2009      | Darlan Alves e Douglinhas                |       |
| 2010-2012 | Darlan Alves, Douglinhas, Chitão Martins |       |
| 2013-2015 | Darlan Alves                             | [ 3 ] |
| 2016-2017 | Chrystian Santos                         |       |
| 2018      | Chrystian Santos e Wantuir               |       |
| 2019-     | Chitão Martins                           | [ 4 ] |

## Carnavais
| Ano  | Colocação | Grupo    | Enredo | Carnavalesco          | Ref    |
| ---- | --------- | -------- | --- | --------------------- | ------ |
| 2006 | Campeã    | Especial | Santos Futebol Clube, o maior espetáculo da Terra! (Compositores: Caverna, Silvinho, Marquinho Melodia, Poty do Cavaco, Ruivo e Chitão da Sangue)                                                | Comissão de Carnaval  | [ 5 ]  |
| 2007 | 5º. Lugar | Especial | Tom: Dó + Um sonho, uma viagem! (Compositores: Renato Tubarão, Betinho, Rodolfo e Paulo da Magia)                                                                                                | Comissão de Carnaval  |        |
| 2008 | 6º. Lugar | Especial | A ferro e fogo, o Aço é vida! (Compositores: Chitão, Poti do Cavaco, Ruivo, Marquinho, Paulo da Magia, Makumba, Paulinho Chiclete e Toninho 44)                                                  | Comissão de Carnaval  | [ 6 ]  |
| 2009 | 4º. Lugar | Especial | Você vai ver, o que você vai ver - São 400 anos vendo o universo mais de perto (Compositores: Celso Tom Maior, Santaninha, Fábio Alemão, Renato Hulk, Cabelo, Ruivo, Marquinho e Poty do Cavaco) | Joacir Carvalho Leite | [ 7 ]  |
| 2010 | 3º. Lugar | Especial | O Língua de Prata e o Mundo dos Livros (Compositores: Poty do Cavaco, Chitão, Marquinhos, Cleber do Cavaco, Xuxo, Duquinha da Ladeira, Fernandinho, Edson Daffeh, Beto do Reco e Sidney Melodia) | Joacir Carvalho Leite | [ 8 ]  |
| 2011 | 6°. Lugar | Especial | Nos Trilhos da Emoção, Sou Um Viajante da Ilusão (Compositores: Poty do Cavaco, Chitão, Fernando Negrão, Duquinha da Ladeira, Gustavo Santos, Marquinho, Sidney Melodia, Edson Daffeh e Léo)     | Joacir Carvalho Leite |        |
| 2012 | 4º. Lugar | Especial | Santos Futebol Clube... 100 anos de glórias, conquistas e emoções! (Compositores: Chitão, Poty do Cavaco, Edson Dafféh, Marquinhos, Dukinha da Ladeira, Rogério Ximú e Ale Lopes)                | Comissão de Carnaval  |        |
| 2013 |           | Especial | Hoje a Sangue Jovem exalta mãe África e os 3 guerreiros da paz! (Compositores: Poty do Cavaco, Chitão, Rogério Ximú, Sidney Melodia, Walmir Tibiriçá e Ale Lopes)                                | Comissão de Carnaval  |        |
| 2014 | 5º. Lugar | Especial | Os Imortais! (Compositores: Poty do Cavaco, Rogério Ximú, Gustavo Santos, Fernando Negrão, Walmir Tibiriçá, Leandro Paçoca, Chitão, Alê Lopes, Edson Dafféh)                                     | Comissão de Carnaval  |        |
| 2015 | 9º. Lugar | Especial | Sua imagem eu sou, mas as máscaras me transformou, quem eu sou? (Compositores: Alê Lopes, Xuxu do Cavaco, Márcio Arcas, Adriano da Sangue, Chitão, Edson Dafféh e Sidney Melodia)                | Comissão de Carnaval  | [ 3 ]  |
| 2016 | Campeã    | Acesso   | Gonzaga... Requinte e Prazer, um Paraíso Para se Viver! (Composição: Adriano da Sangue, Ale Lopes, Xuxu do Cavaco, Chitão, Ricardinho Novaes, Marcio Arcas, Edson Daffé e Anderson Atração)      | Comissão de Carnaval  | [ 9 ]  |
| 2017 | 6º lugar  | Especial | Da luz a Vida | Michael Smith         |        |
| 2018 | 6º lugar  | Especial | Em vida de viajante: A bravura Cabra da Peste São Paulo de "Nóis Tudim" | Michael Smith         |        |
| 2019 | 8º lugar  | Especial | Dos Olhos do Menino, o Fruto Guaraná | Leandro Oliveira      | [ 10 ] |
| 2020 | Campeã    | Acesso   | Vale a pena a Sangue conta de novo | Leandro Oliveira      |        |
| 2023 | 6° lugar  | Especial | "No Nome, a Cruz na Mão, o Terço...De Sangue e Alma, Eis Solange! A Leoa do Samba! |                       |        |
| 2024 | 6° lugar  | Especial | A Esperança na Fé que Move Montanhas... Sangue Jovem Vai na Fé | Anselmo Brito         |        |

## Títulos
| Títulos da Sangue Jovem | Títulos da Sangue Jovem | Títulos da Sangue Jovem | Títulos da Sangue Jovem |
|                         | Divisão                 | Total                   | Ano                     |
| ----------------------- | ----------------------- | ----------------------- | ----------------------- |
|                         | Grupo Especial          | 1                       | 2006                    |
|                         | Grupo A                 | 2                       | 2016 e 2020             |

## Ligações Externas
- «Sangue Jovem Instagram»
- «Sangue Jovem Facebook»
- «Sangue Jovem Carnaval Facebook»
- «Sangue Jovem Youtube»
- «Sangue Jovem Twitter»
- «Sangue Jovem SoundCloud»